# Pierre Bartholomée
Pierre Georges Édouard baron Bartholomée (Brussel, 5 augustus 1937) is een Belgische orkestdirigent, componist, muziekpedagoog en pianist.

## Levensloop
Bartholomée, telg uit het geslacht Bartholomée, kreeg vanaf zesjarige leeftijd pianolessen. Hij studeerde vanaf 1952 aan het Koninklijk Conservatorium in Brussel bij onder meer André Dumortier (piano) en André Souris (harmonieleer). Hij behaalde het hoger diploma voor piano en twee prijzen, de Joseph Darcheprijs en de Raymond Bernardprijs. In 1958 ging hij naar Italië en studeerde in Positano bij de befaamde pianist Wilhelm Kempff (interpretatie van pianowerken van Beethoven).
In 1960 werd hij aangesteld bij de Radio-Télévision belge de la Communauté française (RTBF). Componeren kon hij toen niet wegens tijdgebrek. Hij leerde de Belgische pioniers voor oude muziek (Wieland Kuijken, Sigiswald Kuijken, Barthold Kuijken) en Robert Kohnen kennen, maar ook de avant-gardecomponist Henri Pousseur. Samen met Pousseur was hij in 1961 stichter van het Ensemble voor nieuwe muziek en in 1970 van het Centre de Recherche Musicales de Wallonie.
Hij bouwde eerst een carrière als pianist op: hij gaf solorecitals en trad op met symfonieorkesten en kamerorkesten in België, Frankrijk, Duitsland, Zwitserland en Spanje. Hij had ook vele optredens bij Europese avant-gardefestivals zoals in Avignon, Parijs, Amsterdam, Warschau, Madrid, Belgrado en Zagreb. Verder verzorgde hij opnames voor Europese radiostations (BBC, Radio France, Radio Suisse romande, WDR en DR. Van 1971 tot 1977 was hij tevens professor muziekanalyse aan het Koninklijk Conservatorium in Brussel.
Vanaf 1964 verzorgde hij vaker concerten als dirigent. In 1977 nam hij ontslag bij zowel de RTBF als het Koninklijk Conservatorium en werd hij chef-dirigent van het Filharmonisch Orkest van Luik. Hij dirigeerde veel muziek uit de romantiek en verzorgde de première van de (door de musicoloog Brian Newbould zo genoemde) 10e symfonie van Franz Schubert (het fragment D 936a/709a). Verder voerde hij vergeten symfonisch werk uit van Adolphe Biarent, Charles Tournemire en Louis Vierne. Van vele werken van Olivier Messiaen dirigeerde hij de Belgische première. Ook de eerste cd-opname van Chôros XII van Heitor Villa-Lobos vond in deze periode plaats. Als gastdirigent werkte hij met het Orchestre de la Suisse Romande, het Filharmonisch Orkest van Oslo, het Filharmonisch Orkest van Helsinki, het Mozarteum Orkest Salzburg, het Tonkünstlerorchester Wien, het Colorado Festival Orchestra en andere.
In 1999 nam hij ontslag bij het Filharmonisch Orkest van Luik. Daarna ging hij weer meer componeren en werd composer-in-residence aan de Katholieke Universiteit Leuven.
Voor zijn verdiensten werd hij in 1999 opgenomen in de erfelijke Belgische adel met de persoonlijke titel van ridder.

## Composities

### Werken voor orkest
- 1970 Harmonique, voor orkest
- 1980 Fancy As a Ground, voor kamerorkest
- 1984 Polithophonie, voor orkest
- 1987 Pavane pour une infante du levant, voor orkest
- 1989 Rumeur, voor orkest
- 1994 Humoresque, voor orkest
- 1997 Fredons et Tarabusts, voor orkest
- 2005 La folie d’Œdipe, voor orkest

### Werken voor harmonieorkest
- 1963 Mouvements, voor blazers, xylofoon, marimba en piano

### Missen, oratoria en cantates
- 1966 Cantate aux Alentours, cantate voor mezzosopraan, bariton, kamerorkest, hammondorgel, slagwerk, elektro-akoestische instrumenten - tekst: uit het boek Genesis en de Openbaring van Johannes
- 2000 Ludus Sapientiæ, oratorium voor sopraan, countertenor, bariton, gemengd koor en orkest - libretto: Nicolas Blanmont
- 2006 Requiem, voor gemengd koor en orkest

### Muziektheater

#### Opera's
| Voltooid in | titel               | aktes   | première                                           | libretto                         |
| ----------- | ------------------- | ------- | -------------------------------------------------- | -------------------------------- |
| 2000-2002   | Œdipe sur la route  | 4 aktes | 7 maart 2003, Brussel, Koninklijke Muntschouwburg  | naar een roman van Henry Bauchau |
| 2005-2006   | La Lumière Antigone | 3 aktes | 18 april 2008, Brussel, Koninklijke Muntschouwburg | Henry Bauchau                    |

### Werken voor koren
- 2003 Ils étaient trois sur la route, voor kinderkoor en piano - tekst: Henry Bauchau

### Overige vocale werken
- 1967 Deuxieme Alentour: «Cueillir», voor mezzosopraan en geprepareerd piano
- 1972 Memoires, voor zangstem en piano
- 1986 rev.1992 Le Point Nocturne, voor mezzosopraan en strijkkwartet - tekst: Serge Meurant
- 1999 Le Rêve de Diotime, dramatische scène voor sopraan en orkest - tekst: Henry Bauchau, «Diotime et les lions»
- 2000-2006 Histoire d’un caillou, 3 kleine melodieën voor sopraan en piano - tekst: Henry Bauchau
- 2002-2003 Fragments des belles heures, voor sopraan, altfluit, althobo, basklarinet, harp en altviool - tekst: Liliane Wouters
- 2004 Trois monologues d'Œdipe, voor bariton en orkest (of bariton en piano)

### Kamermuziek
- 1967 Le tombeau de Marin Marais, voor barokviool, twee viola da gamba en klavecimbel
- 1967 Premier Alentour, voor instrumentaal-ensemble
- 1973 Romance, voor harp, piano, 1 populaire instrument, 4 variabele groepen
- 1974 Ricercar, voor saxofoonkwartet
- 1976 Sonata quasi una fantasia, voor diatonische harp en 4 variabele groepen
- 1980 Mezza voce, voor viool, klarinet, piano en slagwerk
- 1981 Impromptu caprice, voor trompet en trombone
- 1985 Trois poles entrelaces, voor diatonische harp, altviool, althobo, basklarinet, contrafagot en 2 hoorns
- 1988 Adieu, voor klarinet en piano
- 1992-1995 Fin de série, voor twee violen
- 1992-1998 Refrains, voor viool en trombone
- 1994 Studie, voor altfluit, basklarinet, piano, slagwerk, viool, altviool en cello
- 2000 Et j’ai vu l’ame sur un fil...elle dansait, voor dwarsfluit, altviool en harp
- 2003-2004 Sonate, voor altviool en piano
- 2004 Pentacle, voor trompet, hoorn, trombone, viool, altviool, cello, contrabas en piano
- 2006 7 X 7, voor althobo, trompet, slagwerk, piano, viool, altviool en cello
- 2007 La rupture des Falaises, voor dwarsfluit, klarinet, trompet, marimba, piano, harp, viool, altviool en cello
- 2007 Petit cortège, voor harp, altviool, cello en contrabas

### Werken voor orgel
- 1971 Récit
- 2009 Livre d'orgue

### Werken voor piano
- 1997 Variaties
- 2003 13 bagatelles
- Invention et Premier double

### Werken voor harp
- 1962 Trois nocturnes, voor chromatische harp
- 1974 Fancy, voor diatonische harp
- 1981 Pastorale, voor harp
- 2006 Zigzag, voor diatonische harp
- 2007 Wintry day, voor diatonische harp

### Filmmuziek
- 1965 Waterloo
- 1966 Pierrot dans les nuages
- 1967 L'Affaire Sacco et Vanzetti
- 1969 Monsieur Hawarden

### Elektronische muziek
- 1983 Thyl Eulenspiegel, ballet voor een ensemble van synthesizers
- 2005 Passacaille, voor marimba en live elektronica